# Zsidó főpapok listája
Az alábbi lista az ókori zsidó főpapokat tartalmazza. A főpapok számozása eltérhet más forrásokban (pl. alul) megadottaktól, mert ez a lista egy főpapot – hiába viselte esetleg kétszer méltóságát – csak egyszer számoz meg: azaz a sorszámok a főpapokat, és nem a főpapságot jelentik.
A főpapok sorrendjének elsődleges forrása a Biblia (ezen belül elsősorban Sámuel 2 könyve, Királyok 2 könyve, Krónikák 2 könyve, Nehémiás könyve, Makkabeusok első és második könyve), Iosephus Flavius (†100 k.), valamint a Széder Olam Zutta című zsidó krónika (804 körül).
Az alábbi kép mutatja be az egyes főpapok elfordulásának pontos helyét a forrásokban: 

## Főpapok ababilóniai fogságig(Kr. e. 13. század–Kr. e. 587k.)
| N   | Zsidó főpap           | Hivatali idő             | Megjegyzés                                             |
| --- | --------------------- | ------------------------ | ------------------------------------------------------ |
| 1.  | Áron                  | főpap Kr. e. 13. század  | A hagyomány szerinti első zsidó főpap, Mózes testvére. |
| 2.  | Eleázár               | főpap: ?                 |                                                        |
| 3.  | Phineász              | főpap: ?                 |                                                        |
| 4.  | Abisua                | főpap: ?                 |                                                        |
| 5.  | Bukki                 | főpap: ?                 |                                                        |
| 6.  | Uzzi                  | főpap: ?                 |                                                        |
| 7.  | Éli                   | főpap: Kr. e. 12. század | Sámuel működése előtt.                                 |
| 8.  | Ahitub                | főpap: ?                 |                                                        |
| 9.  | Ahijah                | főpap: ?                 |                                                        |
| 10. | Abimélek              | főpap: ?                 |                                                        |
| 11. | Abiathar              | főpap: ?                 |                                                        |
| 12. | Szádók                | főpap: Kr. e. 950 k.     | Salamon király idején.                                 |
| 13. | Ahimaaz               | főpap: Kr. e. 950 k.     | Salamon király idején.                                 |
| 14. | I. Azariás            | főpap: ?                 |                                                        |
| 15. | Joás                  | főpap: ?                 |                                                        |
| 15. | Johojiraib            | főpap: ?                 |                                                        |
| 16. | Jehosafát             | főpap: ?                 |                                                        |
| 18. | Jehojada              | főpap: Kr. e. 840 körül  | Ahazja, Atalja és Joás uralkodása idején.              |
| 19. | Pediah                | főpap: ?                 |                                                        |
| 20. | Szedékiás             | főpap: ?                 |                                                        |
| 21. | Joel (II. Azariás)    | főpap: Kr. e. 750 k.     | Uzziás uralkodása idején.                              |
| 22. | Jothám                | főpap: ?                 |                                                        |
| 23. | Uriás                 | főpap: ?                 |                                                        |
| 24. | Nériás (III. Azariás) | főpap: ?                 |                                                        |
| 25. | Odeás                 | főpap: ?                 |                                                        |
| 26. | Sallum                | főpap: ?                 |                                                        |
| 27. | Hilkiás               | főpap: Kr. e. 630 k.     | Jósiás király idején.                                  |
| 28. | IV. Azariás           | főpap: ?                 |                                                        |
| 29. | Seriás                | főpap: ?                 |                                                        |
| 30. | Jehozadak             | főpap: Kr. e. 587 k.     | A babilóni fogság előtti utolsó főpap.                 |

## Főpapok a Hasmoneusokig (Kr. e. 515k. –Kr. e. 153)
| N                                   | Zsidó főpap | Hivatali idő                                | Megjegyzés |
| ----------------------------------- | ----------- | ------------------------------------------- | ---------- |
| 31.                                 | Jósua       | főpap: Kr. e. 515 k. – Kr. e. 490 k.        |            |
| –                                   | Ezsdrás     | főpap: kérdéses működési ideje              |            |
| 32.                                 | Jójákim     | főpap: Kr. e. 490 k. – Kr. e. 470 k.        |            |
| 33.                                 | Eljasib     | főpap: Kr. e. 470 k. – Kr. e. 433 k.        |            |
| 34.                                 | Jojáda      | főpap: Kr. e. 433 k. – Kr. e. 410 k.        |            |
| 35.                                 | Johanan     | főpap: Kr. e. 410 k. – Kr. e. 371 k.        |            |
| 36.                                 | Jaddua      | főpap: Kr. e. 371 k. – Kr. e. 320 k.        |            |
| 37.                                 | I. Oniás    | főpap: Kr. e. 320 k. – Kr. e. 280 k.        |            |
| 38.                                 | I. Simon    | főpap: Kr. e. 280 k. – Kr. e. 260 k.        |            |
| 39.                                 | Eleázár     | főpap: Kr. e. 260 k. – Kr. e. 245 k.        |            |
| 40.                                 | Manassé     | főpap: Kr. e. 245 k. – Kr. e. 240 k.        |            |
| 41.                                 | II. Oniás   | főpap: Kr. e. 240 k. – Kr. e. 218           |            |
| 42.                                 | II. Simon   | főpap: Kr. e. 218 – Kr. e. 185              |            |
| 43.                                 | III. Oniás  | főpap: Kr. e. 185 – Kr. e. 175, †Kr. e. 170 |            |
| 44.                                 | Jászón      | főpap: Kr. e. 175 – Kr. e. 172              |            |
| 45.                                 | Menelaosz   | főpap: Kr. e. 172 – Kr. e. 162              |            |
| –                                   | IV. Oniás   | főpap: Menelaosz alatt                      |            |
| 46.                                 | Alkimosz    | főpap: Kr. e. 162 – Kr. e. 159              |            |
| Interregnum Kr. e. 159 – Kr. e. 153 |             |                                             |            |

## Hasmoneusok főpapok és királyok (Kr. e. 153–Kr. e. 37)
| N   | Zsidó főpap          | Hivatali idő                   | Megjegyzés                      |
| --- | -------------------- | ------------------------------ | ------------------------------- |
| 47. | Jonathan Apphosz     | főpap: Kr. e. 153 – Kr. e. 143 |                                 |
| 48. | Simeon Tasszi        | főpap: Kr. e. 142 – Kr. e. 134 |                                 |
| 49. | I. Hürkanosz         | főpap: Kr. e. 134 – Kr. e. 104 | Egyben herceg is.               |
| 50. | I. Arisztobulosz     | főpap: Kr. e. 104 – Kr. e. 103 | Egyben király is.               |
| 51. | Alexandrosz Janneosz | főpap: Kr. e. 103 – Kr. e. 76  | Egyben király is.               |
| 52. | II. Hürkanosz        | főpap: Kr. e. 76 – Kr. e. 66   | Egyben Kr. e. 67-től király is. |
| 53. | II. Arisztobulosz    | főpap: Kr. e. 66 – Kr. e. 63   | Egyben király is.               |
| 52. | II. Hürkanosz (2x)   | főpap: Kr. e. 63 – Kr. e. 40   | Egyben király is.               |
| 54. | II. Antigonosz       | főpap: Kr. e. 40 – Kr. e. 37   | Egyben király is.               |

## Főpapok a Heródes-ház és a rómaiak alatt (Kr. e. 37–Kr. u. 70)
| N   | Zsidó főpap                     | Hivatali idő                 | Megjegyzés            |
| --- | ------------------------------- | ---------------------------- | --------------------- |
| 55. | Ananelosz                       | főpap: Kr. e. 37 – Kr. e. 36 |                       |
| 56. | III. Arisztobulosz              | főpap: Kr. e. 36             |                       |
| 55. | Ananelosz (2x)                  | főpap: Kr. e. 36 – Kr. e. 30 |                       |
| 57. | Josua ben Fabosz                | főpap: Kr. e. 30 – Kr. e. 23 |                       |
| 58. | Simon ben Boethosz              | főpap: Kr. e. 23 – Kr. e. 5  |                       |
| 59. | Matthiasz ben Theophilosz       | főpap: Kr. e. 5 – Kr. e. 4   |                       |
| 60. | Joazar ben Boethosz             | főpap: Kr. e. 4              |                       |
| 61. | Eleazar ben Boethosz            | főpap: Kr. e. 4 – Kr. e. 3   |                       |
| 62. | Josua ben Szié                  | főpap: Kr. e. 3 – ?          |                       |
| 60. | Joazar ben Boethosz (2x)        | főpap: ? – Kr. u. 6          |                       |
| 63. | Anániás ben Sét                 | főpap: 6 – 15                |                       |
| 64. | Iszmael ben Fabosz              | főpap: 15 – 16               |                       |
| 65. | Eleazar ben Anániás             | főpap: 16 – 17               |                       |
| 66. | Simon ben Kamithosz             | főpap: 17 – 18               |                       |
| 67. | József Kajafás                  | főpap: 18 – 36               |                       |
| 68. | Jonathan ben Anániás            | főpap: 36 – 37               |                       |
| 69. | Theophilosz ben Anániás         | főpap: 37 – 41               |                       |
| 70. | Simon Kantatherasz ben Boethosz | főpap: 41 – 43               |                       |
| 71. | Matthiasz ben Anániás           | főpap: 43                    |                       |
| 72. | Elioneosz ben Simon             | főpap: 43 – 44               |                       |
| 68. | Jonathan ben Ananiás (2x)       | főpap: 44                    |                       |
| 73. | Josephosz ben Kamidosz          | főpap: 44 – 46               |                       |
| 74. | Anániás ben Nebedeosz           | főpap: 46 – 58               |                       |
| 75. | Jonathan                        | főpap: 58                    |                       |
| 64. | Iszmael ben Fabosz (2x)         | főpap: 58 – 62               |                       |
| 76. | József Cabi ben Simon           | főpap: 62 – 63               |                       |
| 77. | Anániás ben Anániás             | főpap: 63                    |                       |
| 78. | Josua ben Damneosz              | főpap: 63                    |                       |
| 79. | Josua ben Gamáliel              | főpap: 63 – 64               |                       |
| 80. | Matatthiász ben Theophilosz     | főpap: 65 – 66               |                       |
| 81. | Phanniász ben Sámuel            | főpap: 67 – 70               | Az utolsó zsidó főpap |

## Fordítás
- Ez a szócikk részben vagy egészben  a   List of High Priests of Israel című angol Wikipédia-szócikk fordításán alapul.  Az eredeti cikk szerkesztőit annak laptörténete sorolja fel. Ez a jelzés csupán a megfogalmazás eredetét és a szerzői jogokat jelzi, nem szolgál a cikkben szereplő információk forrásmegjelöléseként.